# Diocesi di Assura
La diocesi di Assura (in latino Dioecesis Assuritana) è una sede soppressa e sede titolare della Chiesa cattolica.

## Storia
Assura (rovine presso Zanfour nell'odierna Tunisia) è un'antica sede episcopale della provincia romana dell'Africa Proconsolare, suffraganea dell'arcidiocesi di Cartagine.
Sono sette i vescovi documentati di Assura. Il primo è Fortunaziano, che venne deposto perché, durante la persecuzione di Decio, abiurò la fede cattolica; di lui parla san Cipriano in una lettera indirizzata a Epitteto e ai fedeli di Assura nel 252 circa, dalla quale sappiamo che Fortunaziano cercò di riappropriarsi della sede episcopale da cui era stato cacciato. Al suo posto venne eletto il vescovo Epitteto, che morì prima del 256; è onorato come martire nel martirologio romano alla data del 9 gennaio. Successore di Epitteto fu Vittore, che prese parte al concilio di Cartagine convocato il 1º settembre 256 da san Cipriano per discutere della questione relativa alla validità del battesimo amministrato dagli eretici, e figura al 68º posto nelle Sententiae episcoporum.
Pretestato partecipò al concilio di Cabarsussi, tenuto nel 393 dai massimianisti, setta dissidente dei donatisti, e ne firmò gli atti; fu condannato, assieme agli altri vescovi massimianisti, nel concilio donatista di Bagai del 394. Secondo la testimonianza di Agostino di Ippona, Pretestato fu uno dei dodici consacratori di Massimiano, vescovo donatista di Cartagine in competizione con Primiano. Lo stesso sant'Agostino parla della morte di Pretestato, avvenuta poco prima del 400.
Si ricorda poi il vescovo cattolico Evangelo, che prese parte a diversi concili celebrati a Cartagine nel 397, nel 401 e nel 411. A quest'ultimo concilio, cui presero parte tutti i vescovi cattolici e donatisti dell'Africa romana, non fu presente alcun vescovo donatista, perché il suo titolare era morto da poco tempo. È noto tuttavia un altro vescovo donatista, Rogato, eletto alla morte di Pretestato, il quale però si convertì alla fede cattolica, come documentato da sant'Agostino nel 418 circa. Ultimo vescovo conosciuto di Assura è Peregrino, che intervenne al sinodo riunito a Cartagine dal re vandalo Unerico nel 484, in seguito al quale venne esiliato.
Dal XVIII secolo Assura è annoverata tra le sedi vescovili titolari della Chiesa cattolica; dal 22 gennaio 1990 il vescovo titolare è Jesús Esteban Sádaba Pérez, O.F.M.Cap., già vicario apostolico di Aguarico.

## Cronotassi

### Vescovi
- Fortunaziano † (? - circa 251 deposto)
- Sant'Epitteto † (? - prima del 256 deceduto)
- Vittore † (menzionato nel 256)
  - Pretestato † (prima del 393 - prima del 400 deceduto) (vescovo donatista)
- Evangelo † (prima del 397 - dopo il 411)
- Rogato † (menzionato nel 418)
- Peregrino † (menzionato nel 484)

### Vescovi titolari
- Pietro Gioeni † (2 dicembre 1743 - 13 dicembre 1761 deceduto)
- Jean-Baptiste Maigrot † (22 gennaio 1753 - ?)
- Michele Antonio (Giovanni Domenico di Santa Chiara) Chiavassa, O.C.D. † (15 giugno 1756 - 25 gennaio 1772 deceduto)
- Franz Anton Xaver von Scheben † (22 aprile 1765 - 19 novembre 1779 deceduto)
- Sébastien-Charles-Philibert de Roger de Cahuzac de Caux † (18 settembre 1780 - 26 ottobre 1783 succeduto vescovo di Aire)
- Blas Joaquín Alvarez Palma † (17 aprile 1798 - 20 luglio 1801 nominato vescovo di Albarracín)
- Benito María de Moxó y Francolí, O.S.B. † (20 giugno 1803 - 26 giugno 1805 nominato arcivescovo di La Plata o Charcas)
- Rodolfo Brignole Sale † (25 maggio 1818 - 17 novembre 1832 deceduto)
- Ceslaus Hendricus Jacobus Reijnen, O.P. † (24 agosto 1886 - 10 maggio 1887 deceduto)
- Hubert Otto, C.I.C.M. † (20 giugno 1890 - 25 febbraio 1938 deceduto)
- Alphonse Charles Kirmann, S.M.A. † (9 aprile 1940 - 25 marzo 1955 deceduto)
- Ernest Victor Tweedy † (20 settembre 1955 - 27 settembre 1965 deceduto)
- Augustin-Joseph Antoine Sépinski, O.F.M. † (2 ottobre 1965 - 31 dicembre 1978 deceduto)
- Reginald Joseph Orsmond † (27 gennaio 1983 - 2 luglio 1984 nominato vescovo di Johannesburg)
- František Vaňák † (26 luglio 1989 - 21 dicembre 1989 nominato arcivescovo di Olomouc)
- Jesús Esteban Sádaba Pérez, O.F.M.Cap., dal 22 gennaio 1990